# اللمبي 8 جيجا (فلم)
اللمبى 8 جيجا: فيلم كوميدي مصري، إنتاج 2010. بطولة محمد سعد ومي عز الدين، ومن تأليف نادر صلاح الدين، ومن إخراج أشرف فايق.

## القصة
اللمبي (محمد سعد) مساعد محامي فقير يتزوج من مدرسة (مي عز الدين) ويتسبب في تعرض زوجته للعديد من المشاكل والمضايقات، ونظرًا لظروفه المادية السيئة والتي لا تتناسب مع الأسعار الموجودة حاليًا كما يتعرض إلى حادث يتسبب في تغيير حياته، ويتحول إلى محامي ناجح.

## طاقم التمثيل
- محمد سعد: (اللمبي)
- مي عز الدين: (نوجه)
- حسن حسني: (الحاج وهدان)
- يوسف فوزي: (د. احمد الشواف)
- يوسف عيد: (أشرف)
- ماجد الكدواني: (محيي)
- انتصار: (ميرفت)
- ميسرة: (نبيلة الحايح)
- أحمد منير
- عبد الله مشرف
- ضياء الميرغني

## روابط إضافية
- صفحة الفيلم في قاعدة بيانات الأفلام العربية

## روابط خارجية
- مقالات تستعمل روابط فنية بلا صلة مع ويكي بيانات